# Cicindela trifasciata
Cicindela trifasciata là một loài bọ cánh cứng trong họ Carabidae.